# 埃爾 (神)
埃爾（閃米特語轉寫：ʾĒl，腓尼基語：𐤀𐤋‬；阿拉伯語： 或 ），又譯為伊勒、以利、厄勒，在西北閃語中，是「神明」的意思。
在迦南人與黎凡特的宗教中，埃爾（又被寫為Eli或 Il）是最高的神明，眾神之主，人類以及所有受創造物的祖先。迦南宗教中所提到的「神祇會議adapt El」即顯示主持者為埃爾。在埃勃拉文明，埃爾被視為是眾神之祖或是眾神之父的名稱。公牛是埃爾與其子哈達德的象徵，因為他們頭上都有牛角造型。埃爾能力強大且情感豐富，出現在夢中，是做夢者的守護神，並能與先知溝通，充滿憐愛之心。

## 字根
在源自閃語的語言中，都有這個單字。在西北閃語中，埃爾可以被用來泛指任何一個神明，也可以被用來單指最高神。
在希伯來聖經中，跟基督教的神（Elohim）有關的稱呼，許多都源自於這個字根，例如：伊勒伊羅安、伊勒沙代、埃洛希姆。聖經出埃及記第六章摩西與上帝第一次晤面時，上帝告訴他：「我是耶和華，我曾以全能的上帝之名向亞伯拉罕、以撒、雅各顯現⋯⋯」當中「全能的上帝」原文即El Shaddai。「以色列（Israel）」的字尾亦為el，亦有涉及埃爾的可能。

## 腳註
1. ↑  皆由字母aleph-lamed組成，與阿卡德語同源。